# Viktor Boichev
Viktor Boichev es un deportista búlgaro que compitió en piragüismo en la modalidad de aguas tranquilas. Ganó dos medallas de bronce en el Campeonato Mundial de Piragüismo de 1971.

## Palmarés internacional
| Campeonato Mundial | Campeonato Mundial    | Campeonato Mundial | Campeonato Mundial |
| Año                | Lugar                 | Medalla            | Evento             |
| ------------------ | --------------------- | ------------------ | ------------------ |
| 1971               | Belgrado (Yugoslavia) | Medalla de bronce  | C2 500 m           |
| 1971               | Belgrado (Yugoslavia) | Medalla de bronce  | C2 1000 m          |